# راسيل مسكر
راسيل مسكر (بالإنجليزية: Russell Musker)‏ هو لاعب كرة قدم بريطاني، ولد في 10 يوليو 1962. لعب مع نادي بريستول سيتي ونادي والسول.